# Herr Sleeman kommer
Herr Sleeman kommer är en teaterpjäs i en akt från 1917, skriven av Hjalmar Bergman. Pjäsen utgavs första gången i samlingen Marionettspel (1917) på Bonniers förlag tillsammans med Dödens arlekin och En skugga. Pjäsen handlar om mostrarna Mina och Bina som av egoistiska intressen tvingar sin unga systerdotter Anne-Marie att gifta sig med den nästan tre gånger äldre mannen herr Sleeman.
Pjäsen uruppfördes på Lorensbergsteatern i Göteborg 1919 och har senare satts upp vid ytterligare tillfällen, bland annat på Dramaten. Den har filmatiserats fyra gånger som TV-teater: 1957 i regi av Ingmar Bergman, år 1959 i Danmark i regi av Anna Borg, 1963 i Finland i regi av Ere Kokkonen och 1983 i regi av Kurt-Olof Sundström. Den har också getts som radioteater 1956 i regi av Olof Thunberg, 1968 i regi av Karin Ekelund och 1979 i regi av Bodil Malmsten. Den har också gjorts som opera av Lennart Hedwall 1979.

## Handling
Det är sensommarkväll i en vindsvåning. Två gamla fröknar, tant Mina och tant Bina, sitter och handarbetar medan deras unga nièce Anne-Marie dukar till kaffe med finaste servisen, Tanterna har en överraskning åt henne: I morgon bitti kommer herr Sleeman för att fria. Han är en mycket äldre ämbetsman som skulle lösa hennes försörjningsproblem; eventuellt är han också lätt rörelsehindrad. Anne-Marie minns endast honom vagt som sin mors förmyndare. Hon blir förtvivlad och ber om att få slippa. Ute i skogen finns hennes tilltänkte man, jägaren Walter. Tanterna är dock obevekliga och när morgonen kommer tar Anne-Marie emot herr Sleeman som det anstår en flicka i hennes position att göra.

## Personer
- Tant Mina
- Tant Bina
- Anne-Marie, deras nièce
- Walter, jägare och Anne-Maries fästman
- Herr Sleeman, landssekreterare

## Uppsättningar

### Uruppförandet 1919
Herr Sleeman kommer uruppfördes på Lorensbergsteatern i Göteborg den 26 november 1919. Pjäsen regisserades av Arvid Petersén och spelades tillsammans med Den döda av Carl Ramsell af Ugglas. Karin Alexandersson spelade rollen som Tant Bina, Tekla Sjöblom Tant Mina, Renée Björling Anne-Marie, Erik Landberg jägaren och Torsten Cederborg Herr Sleeman.
Enligt samtida tidningsrecensioner var teatersalongen bara halvfull vid uruppförandet. Anmälaren i Göteborgs-Tidningen menade att Bergman skapat en stämning präglad av dröm och aning. Göteborgs Handels- och Sjöfartstidning noterade att scenografin var gjord i blåa toner, vilket skapade ett drömlikt tillstånd. Recensenten ansåg att Björling spelade flickrollen med ett "drömmande ackord" och att Cederborg smälte in i stilen. Recensenten i Göteborgs-Posten menade att Björling framförde rollen som halvt i sömn. Denne sa även att de som inte närvarat hade gått miste om intim och vacker kammarspelskonst.

### Övriga uppsättningar
Dramaten spelade pjäsen 1922 i regi av Olof Molander. Sammanlagt gjordes elva föreställningar med premiär den 22 november 1922. John Ericsson svarade för scenbilden. I rollerna sågs Mona Mårtenson som Anne-Marie, Carl Browallius som Herr Sleeman, Tyra Dörum som Tant Bina, Ellen Borlander som Tant Mina och Uno Henning som jägaren.
År 1944 gavs pjäsen av Dramatikerstudion i regi av Ingmar Bergman tillsammans med ytterligare en Bergman-pjäs, Spelhuset. Spelplatsen var Borgarskolan med premiär den 15 februari. Margit Andelius spelade Tant Bina, Sif Ruud Tant Mina, Inge Wærn Anne-Marie, Anders Ek jägaren och Toivo Pawlo Herr Sleeman.
Parkteatern i Stockholm spelade pjäsen vid två tillfällen 1948: den 4 augusti i Humlegården och den 27 augusti i Observatorielunden. Vid båda tillfällena spelades även Herbert Grevenius-pjäsen Förtrogeliga band. För regin svarade Helge Hagerman och för scenografin Sven Lundqvist. Andelius och Ruud medverkade även denna gång i rollerna som tanterna Bina och Mina, precis som i 1944 års uppsättning. Rollen som Anne-Marie spelades av Erna Groth, rollen som jägaren av Rune Andréasson och rollen som Herr Sleeman av Sture Ericson.
Pjäsen har också getts som radioteater vid tre tillfällen: 1956 i regi av Olof Thunberg, 1968 i regi av Karin Ekelund och 1979 i regi av Bodil Malmsten.
Pjäsen har blivit opera av Lennart Hedwall. Den hade då titeln Herr Sleeman kommer: Opera i en akt och komponerades mellan 1976 och 1978. Den hade premiär i Örebro den 16 mars 1979 i regi av Bo Swedberg. Hedwall dirigerade och i övrigt medverkade elever från Musikdramatiska skolan och Hovkapellet.

## TV-adaptioner

### Ingmar Bergman 1957
Ingmar Bergman spelade in pjäsen som en TV-teater 1957. Filmen var hans TV-regidebut och producerades av Henrik Dyfverman för Sveriges Radio AB. Regiassistent var Lennart Olsson, scenograf Martin Ahlbom och sminkör Carl Magnusson. I rollen som tant Bina ses Naima Wifstrand, i rollen som tant Mina Jullan Kindahl och i rollen som Anne-Marie Bibi Andersson. Max von Sydow spelar rollen som jägaren Valter och Yngve Nordwall rollen som herr J.O. Sleeman.
I en intervju med Röster i radio-TV sa Bergman "Jag har länge varit fascinerad av televisionen [...] Det är ju ett för mig alldeles nytt medium att pröva på och några principuttalanden kan jag inte göra innan jag har hunnit göra åtminstone ett par föreställningar."
Filmen premiärvisades den 18 april 1957 och är 43 minuter lång. Föreställningen blev en tittarsuccé. I Svenska Dagbladet gav signaturen "Viola" (Marianne Zetterström) ett övervägande positivt omdöme. Hon skrev: "Ingmar Bergman trollade flyhänt med avstånd och närbilder, så att man aldrig kände sig instängd och när det hela var över tänkte man på att god TV-teater kan vara värd tusenlappar den med – vi ska ju inte bara ha upphaussat lördagsintresse för TV här i landet. Varför får vi inte lite mer svensk dramatik?"

#### Rollista
- Naima Wifstrand – tant Bina
- Jullan Kindahl – tant Mina
- Bibi Andersson – Anne-Marie
- Max von Sydow – Valter, jägaren
- Yngve Nordwall – herr J.O. Sleeman

### Ere Kokkonen 1963
Herr Sleeman kommer gjordes som TV-teater i Finland med premiärvisning den 6 oktober 1963. Den hade den finländska titeln Herra Sleeman tulee och regisserades av Ere Kokkonen. Bergmans manus översattes till finska av Marja Rankkala. Tapio Vilpponen svarade för scenografierna.

#### Rollista
- Pia Hattara – tant Bina ("Bina-täti")
- Henny Valjus – tant Mina ("Mina-täti")
- Pirkko Peltomäki – Anne-Marie
- Risto Saanila – Valter, jägaren ("Metsästäjä")
- Pentti Irjala	 – herr J.O. Sleeman ("Herra Sleeman")

### Kurt-Olof Sundström 1983
En tredje filmatisering gjordes i form av TV-teater 1983 i regi av Kurt-Olof Sundström. Pjäsen sändes den 28 februari 1983 i TV1. Musiken komponerades av Carl-Axel Dominique.

#### Rollista
- Harriet Andersson – tant Bina
- Pernilla August – Anne-Marie
- Göthe Grefbo – herr Sleeman
- Lena Söderblom – tant Mina
- Jan Waldekranz – Jägaren